# Pier Tol
Kees Tol (Volendam, 12 juli 1958), beter bekend als Pier Tol, is een voormalige Nederlandse profvoetballer. Hij maakte furore bij AZ'67 (nu AZ) en kwam verder uit voor FC Volendam, Fortuna Sittard en SVV. De technisch begaafde Volendammer speelde in het kampioenselftal van de Alkmaarders in het seizoen 1980-1981. Ook speelde hij tussen 1980 en 1982 vijf interlands voor het Nederlands elftal.
Na het kampioenschap wilde hij - net als vele ploegmaats - naar het buitenland. Dat ging niet door, omdat Klaas Molenaar hem voor de club wilde behouden.
In zijn laatste Europese wedstrijd voor AZ (de uitwedstrijd tegen Internazionale, 1983) werd Tol van het veld gestuurd, na twee gele kaarten. AZ verloor met 2-0 in Italië, na in Alkmaar dankzij een doelpunt van Roelf-Jan Tiktak met 1-0 te hebben gewonnen.

## Profstatistieken
| Seizoen | Club            | Land      | Competitie     | Duels | Goals |
| ------- | --------------- | --------- | -------------- | ----- | ----- |
| 1975/76 | Volendam        | Nederland | Eerste divisie | 24    | 5     |
| 1976/77 | Volendam        | Nederland | Eerste divisie | 24    | 8     |
| 1977/78 | FC Volendam     | Nederland | Eredivisie     | 28    | 7     |
| 1978/79 | AZ '67          | Nederland | Eredivisie     | 11    | 1     |
| 1979/80 | AZ '67          | Nederland | Eredivisie     | 23    | 4     |
| 1980/81 | AZ '67          | Nederland | Eredivisie     | 32    | 20    |
| 1981/82 | AZ '67          | Nederland | Eredivisie     | 32    | 16    |
| 1982/83 | AZ '67          | Nederland | Eredivisie     | 20    | 5     |
| 1983/84 | AZ '67          | Nederland | Eredivisie     | 24    | 12    |
| 1984/85 | AZ '67          | Nederland | Eredivisie     | 31    | 15    |
| 1985/86 | AZ '67          | Nederland | Eredivisie     | 28    | 6     |
| 1986/87 | AZ              | Nederland | Eredivisie     | 26    | 3     |
| 1987/88 | AZ              | Nederland | Eredivisie     | 20    | 3     |
| 1987/88 | Fortuna Sittard | Nederland | Eredivisie     | 13    | 1     |
| 1988/89 | Fortuna Sittard | Nederland | Eredivisie     | 3     | 0     |
| 1988/89 | SVV             | Nederland | Eerste divisie | 17    | 5     |
| 1989/90 | SVV             | Nederland | Eerste divisie | 3     | 0     |
| Totaal  | Totaal          | Totaal    | Totaal         | 359   | 111   |

## Interlands
| # | Datum      | Wedstrijd | Wedstrijd | Wedstrijd      | Uitslag | Stadion, Plaats                | Soort wedstrijd   | Goals |
| - | ---------- | --------- | --------- | -------------- | ------- | ------------------------------ | ----------------- | ----- |
| 1 | 11-10-1980 | Nederland | -         | West-Duitsland | 1 - 1   | Philips Stadion, Eindhoven     | Vriendschappelijk |       |
| 2 | 19-11-1980 | België    | -         | Nederland      | 1 - 0   | Heizelstadion, Brussel         | WK-kwalificatie   |       |
| 3 | 06-01-1981 | Nederland | -         | Italië         | 1 - 1   | Estadio Centenario, Montevideo | Mini WK           |       |
| 4 | 22-02-1981 | Nederland | -         | Cyprus         | 3 - 0   | Oosterparkstadion, Groningen   | WK-kwalificatie   |       |
| 5 | 14-04-1982 | Nederland | -         | Griekenland    | 1 - 0   | Philips Stadion, Eindhoven     | Vriendschappelijk |       |

## Trivia
- Toen Tol nog actief was als voetballer nam hij samen met Keje Molenaar sportzaak van Dick Maurer over te Volendam , uiteindelijk is na enige tijd Molenaar uit de zaak gestapt. Tol is alleen verder gegaan. De zaak kreeg de naam Sporthuis Pier. Enkele jaren geleden is het pand afgebroken en is er een nieuw gebouw voor in de plaats gekomen, waar hij zijn winkel opnieuw in heeft gevestigd.
- Zijn vader Thames, jongere broer Wim Tol en zoon Nick Tol speelden eveneens in het eerste van FC Volendam.
- maakte op zeventienjarige leeftijd zijn debuut in het eerste van FC Volendam in de uitwedstrijd op 8 november 1975 tegen sc Heerenveen.